# Mormyrops anguilloides
Mormyrops anguilloides es una especie de pez elefante eléctrico perteneciente al género Mormyrops en la familia Mormyridae presente en varias cuencas hidrográficas de África, entre ellas el Congo y afluentes, los ríos Nilo, Sanaga, Nyong, Lokoundjé, Cross, y los lagos Alberto, Tanganyika y Nasser, entre varios otros cursos de agua. Es nativa de prácticamente todos los países del continente, con un amplio rango de distribución geográfica; y puede alcanzar un tamaño aproximado de 150,0 cm.

## Estado de conservación
Respecto al estado de conservación, se puede indicar que de acuerdo a la IUCN, esta especie puede catalogarse en la categoría «Preocupación menor (LC)».